# Mounette Dutilleul
 (décembre 2014).
Mounette Dutilleul, née le 1er mars 1910 à Paris (18e) et morte le 19 septembre 1996 à Montreuil, est une militante communiste proche du cercle dirigeant, permanente à la section aux cadres. Elle fréquente aussi l'appareil de l'Internationale communiste. Elle participe activement à la Résistance.

## Biographie

### 1910-1927: enfance et jeunesse
Lorsqu'elle naît sur la butte Montmartre, son père Émile Dutilleul est proche des milieux libertaires, et Raymond Callemin, dit Raymond la Science de la Bande à Bonnot, lui donne régulièrement le biberon. Elle est bonne élève à l'école communale et son père veille à ce qu'elle reçoive également une éducation artistique (violon, danse classique, chorale). Après l'obtention du brevet d’enseignement primaire supérieur (BEPS), elle prépare l’entrée à l’École normale d’instituteurs. Elle envisage une carrière de professeur d'histoire, mais doit renoncer à ce projet et abandonner ses études, car les revenus de son père, qui est en 1924 permanent au Secours ouvrier international (SOI), sont limités.
Mounette commence à travailler en 1927 comme sténo-dactylo. Elle fait alors sa première demande d'adhésion au Parti communiste. Elle épouse en 1929 un électricien allemand, Aloys Bayer, militant communiste, et part avec lui à Berlin, puis à Moscou où Mounette travaille comme dactylo française à l'Internationale communiste (IC) et suit quelques cours à l'École internationale Lénine.

### 1929-1936: engagée à l'Internationale communiste
En France en 1931, le couple retourne à Berlin au printemps 1932. Mounette est adhérente du parti communiste allemand, le KPD ; elle milite également avec Willi Münzenberg, représentant du SOI à Berlin et personnage-clé de la propagande de l'IC, pour qui elle effectue quelques missions en France. Pour gagner sa vie, elle fait des traductions et donne des cours de français à l'Université ouvrière de Berlin.
À la suite de l'arrivée d'Hitler au pouvoir, Mounette Dutilleul rentre à Paris en mars 1933, travaille comme secrétaire au journal Regards, mais continue de militer avec des militants illégaux liés à l'IC. Secrétaire de Gaston Monmousseau, alors secrétaire du bureau européen de l'Association internationale des travailleurs (ISR), elle accouche d'une fille, Hélène, en 1936.
Elle a été membre de l'Union des jeunes filles de France.

### 1937-1939: à la Commission des cadres
En 1937, elle entre à la Commission des cadres comme secrétaire de Maurice Tréand. C'est là qu'elle rencontre Arthur Dallidet, avec qui elle entretiendra une liaison. Avec lui, elle procède à la mise en place des planques pour militants.

### 1939-1944: clandestinité, captivité et déportation
Après la dissolution du Parti, le 26 septembre 1939, elle joue un rôle de premier plan dans la liaison entre les différents dirigeants. C'est elle notamment qui communique à Maurice Thorez l'ordre de Dimitrov, secrétaire de l'Internationale communiste, de déserter. Mounette est ensuite envoyée en mission à Moscou (janvier 1940) qu'elle rejoint en train en passant par Berlin. Elle assure la liaison entre tous les dirigeants éparpillés sur la ligne Paris-Bruxelles-Moscou. Dimitrov envisageait de la retenir à Moscou, mais Thorez rejeta la proposition en lançant : « Comme s'il y avait trop de militants en France ! ». Elle rentrera à Paris en février, et retrouvera Arthur Dallidet dans l'entourage de Benoît Frachon.
Le 12 juin 1940, à l'approche des Allemands sur Paris, ce groupe proche de Frachon se scinde en 3 équipes : Mounette est convoyée avec des fonds vers Bordeaux par une voiture de l'ambassade du Chili. À Bordeaux, avec Marie Dubois qui l'accompagne, elles retrouvent Danielle Casanova le 18 juin, mettent deux jours pour faire la jonction avec Charles Tillon et filent ensuite vers Montauban et Toulouse pour continuer leur distribution.
Jusqu'en mai 1941, elle reste dans l'entourage de Jacques Duclos et Benoît Frachon. Agente de liaison de la direction, puis de Frachon en particulier, elle est en contact avec la plupart des responsables communistes présents dans la région parisienne, notamment Jean Catelas et Gabriel Péri avec qui elle sera confrontée lorsqu'elle sera arrêtée en mai 1941, mais sa véritable identité ne sera pas décelée. Elle est internée d'abord à la Petite Roquette, puis à Fresnes et enfin à Rennes. Sans doute identifiée par la police en 1942, elle est déportée à Ravensbrück en 1943.

### 1945-1996: confidente de Frachon et retraitée
De retour des camps, Mounette Dutilleul est élue suppléante, puis titulaire au Comité central du Parti communiste. En juillet 1948, elle ne s'associe pas à la condamnation de Tito. C'est vraisemblablement pour cette raison qu'elle n'est pas réélue, en avril 1950, membre du Comité central.
Elle épouse, peu après la Seconde Guerre mondiale, l'architecte Jean Nicolas, très impliqué dans l'organisation de la fête de l'Humanité. Redevenue militante de base, Mounette crée un comité d'établissement et une cellule communiste dans l'entreprise de Boulogne où elle est secrétaire. Par la suite, elle est journaliste à La Vie ouvrière. Jusqu'à la mort de Benoît Frachon en août 1975, elle demeura très proche de lui.
Mounette Dutilleul meurt en septembre 1996 à Montreuil en Seine-Saint-Denis,.